# Peter Strauss
Peter Lawrence Strauss (n. 20 februarie 1947, New York City, New York, SUA) este un actor american de televiziune și film, cunoscut pentru rolurile sale în mai multe miniserii de televiziune din anii '70 -'80. În România este cunoscut din serialul de televiziune Om bogat, om sărac din anii 1976.
A fost nominalizat de cinci ori la Premiile Globul de Aur..

## Filmografie
| An        | Titlu                                                                   | Gen                   | Rol                                          | Episod |
| --------- | ----------------------------------------------------------------------- | --------------------- | -------------------------------------------- | --- |
| 2020      | Anatomia lui Grey                                                       | Serial TV             | Daniel Schwartz                              | "The Last Supper" |
| 2018      | Operation Finale                                                        | Film de lung metraj   | Lotar Hermann                                | |
| 2016      | Drawing Home                                                            | Film de lung metraj   | Russell Robb Sr.                             | |
| 2014      | Sugar Daddies                                                           | Film TV               | Grant Zager                                  | |
| 2010      | Law & Order: Special Victims Unit                                       | Serial TV             | Kevin Burton                                 | "Locum" |
| 2010      | Royal Pains                                                             | Serial TV             | Graham Barnes                                | "Comfort's Overrated" |
| 2010      | Jack's Family Adventure                                                 | Film TV               | Wild Bill Cohen                              | |
| 2008–2010 | Tracey Ullman's State of the Union                                      | Serial TV             | Narator                                      | 13 episoade |
| 2007      | Dirty Sexy Money                                                        | Serial TV             | Dutch George                                 | "The Watch" |
| 2007      | License to Wed                                                          | Film de lung metraj   | Mr. Jones                                    | |
| 2006      | Biker Mice from Mars                                                    | Serial TV             | Stoker / Night Shift / High Commander        | 5 episoade |
| 2006      | The Way                                                                 | Film TV               | Hutch                                        | |
| 2005      | Killer Instinct                                                         | Serial TV             | Robert Hale                                  | "Who's Your Daddy" |
| 2005      | Triplu X - 2                                                            | Film de lung metraj   | President James Sanford                      | |
| 2004      | Law & Order                                                             | Serial TV             | Dr. Paul Cedars                              | "Coming Down Hard" |
| 2003      | Strange Frequency 2                                                     | Film TV               | Ben Stanton                                  | "Don't Stop Believin" |
| 2003      | 111 Gramercy Park                                                       | Film TV               | Turk Karnegian                               | |
| 2003      | Kids' Ten Commandments: Toying with the Truth                           | Video short           | Moses (voice)                                | |
| 2003      | Kids' Ten Commandments: The Rest Is Yet to Come                         | Video short           | Moses (voice)                                | |
| 2003      | Kids' Ten Commandments: The Not So Golden Calf                          | Video short           | Moses (voice)                                | |
| 2003      | Kids' Ten Commandments: A Life and Seth Situation                       | Video short           | Moses (voice)                                | |
| 2003      | Kids' Ten Commandments: Stolen Jewels, Stolen Hearts                    | Video short           | Moses (voice)                                | |
| 2002      | Body & Soul                                                             | Serial TV             | Dr. Isaac Braun                              | 14 episoade |
| 2001      | Strange Frequency                                                       | Serial TV             | Ben Stanton                                  | "Don't Stop Believing" |
| 2001      | Murder on the Orient Express                                            | Film TV               | Mr. Samuel Ratchett                          | |
| 2000      | A Father's Choice                                                       | Film TV               | Charlie 'Mac' McClain                        | |
| 1999      | Joan of Arc                                                             | Television miniseries | La Hire                                      | |
| 1999      | Seasons of Love                                                         | Television miniseries | Thomas Linthorne                             | |
| 1998      | My Father's Shadow: The Sam Sheppard Story                              | Film TV               | Dr. Sam Sheppard                             | |
| 1996–1997 | Moloney                                                                 | Serial TV             | Dr. Nicholas Moloney / Nick Moloney          | 26 episoade |
| 1996      | Aventurile reale ale lui Jonny Quest                                    | Serial TV             | Lab Guard                                    | "Nemesis" |
| 1996      | Keys to Tulsa                                                           | Film de lung metraj   | Chip Carlson                                 | |
| 1996      | The Incredible Hulk                                                     | Serial TV             | Walter Langkowski (voice)                    | "Man to Man, Beast to Beast" |
| 1996      | Adventures from the Book of Virtues                                     | Serial TV             | King Dionysius                               | "Friendship" |
| 1996      | Duckman: Private Dick/Family Man                                        | Serial TV             | Narator                                      | "Pig Amok" |
| 1996      | In the Lake of the Woods                                                | Film TV               | John Waylan                                  | |
| 1996      | Biker Mice from Mars                                                    | Serial TV             | Stoker                                       | 2 episoade |
| 1995      | Nick of Time                                                            | Film de lung metraj   | Brendan Grant                                | |
| 1995      | Texas Justice                                                           | Film TV               | T. Cullen Davis                              | |
| 1994      | Reunion                                                                 | Film TV               | Sam Yates                                    | |
| 1994      | Batman: Serialul de Animație                                            | Serial TV             | Dr. Steven Carlyle / Plant-Man               | "House and Garden" |
| 1994      | The Yearling                                                            | Film TV               | Ezra 'Penny' Baxter                          | |
| 1994      | Thicker Than Blood: The Larry McLinden Story                            | Film TV               | Larry McLinden                               | |
| 1993      | Men Don't Tell                                                          | Film TV               | Ed MacAffrey                                 | Nominalizare — Golden Globe Award for Best Actor – Miniseries or Film TV                                                                                                   |
| 1992      | Trial: The Price of Passion                                             | Film TV               | Warren Blackburn                             | |
| 1992      | Fugitive Among Us                                                       | Film TV               | Max Cole                                     | |
| 1991      | Flight of Black Angel                                                   | Film TV               | Col. Matt Ryan, Callsign Ringleader          | |
| 1990      | 83 Hours 'Til Dawn                                                      | Film TV               | Wayne Stracton                               | |
| 1989      | Peter Gunn                                                              | Film TV               | Peter Gunn                                   | |
| 1989      | Brotherhood of the Rose                                                 | Television miniseries | Saul Grisman                                 | |
| 1987      | Proud Men                                                               | Film TV               | Charley MacLeod, Jr.                         | |
| 1986      | Penalty Phase                                                           | Film TV               | Judge Kenneth Hoffman                        | |
| 1986      | Under Siege                                                             | Film TV               | John Garry                                   | |
| 1985      | Kane & Abel                                                             | Television miniseries | Abel Rosnovski                               | Nominalizare — Golden Globe Award for Best Actor – Miniseries or Film TV                                                                                                   |
| 1985      | Tender Is the Night                                                     | Television miniseries | Dick Diver                                   | |
| 1983      | Heart of Steel                                                          | Film TV               | Emory                                        | Nominalizare — Golden Globe Award for Best Actor – Miniseries or Film TV                                                                                                   |
| 1983      | Spacehunter: Adventures in the Forbidden Zone                           | Film de lung metraj   | Wolff                                        | |
| 1982      | The Secret of NIMH                                                      | Animated film         | Justin (voice)                               | |
| 1981      | Masada                                                                  | Television miniseries | Eleazar Ben Yair                             | 4 episoade Nominalizare — Primetime Emmy Award for Outstanding Lead Actor in a Limited Series or Movie                                                                     |
| 1981      | A Whale for the Killing                                                 | Film TV               | Charles Landon                               | |
| 1980      | Angel on My Shoulder                                                    | Film TV               | Eddie Kagel                                  | |
| 1979      | The Jericho Mile                                                        | Film TV               | Larry 'Rain' Murphy                          | Primetime Emmy Award for Outstanding Lead Actor in a Limited Series or Movie                                                                                               |
| 1977      | Young Joe, the Forgotten Kennedy                                        | Film TV               | Joseph P. Kennedy Jr.                        | |
| 1976–1977 | Rich Man, Poor Man Book II                                              | Television miniseries | Rudy Jordache                                | 26 episoade Nominalizare — Golden Globe Award for Best Actor – Miniseries or Film TV                                                                                       |
| 1976      | The Last Tycoon                                                         | Film de lung metraj   | Wylie                                        | |
| 1976      | Rich Man, Poor Man                                                      | Television miniseries | Rudy Jordache                                | 13 episoade Nominalizare — Golden Globe Award for Best Actor – Serial TV Drama Nominalizare — Primetime Emmy Award for Outstanding Lead Actor in a Limited Series or Movie |
| 1971–1975 | Medical Center                                                          | Serial TV             | Lloyd Halloran / Tom Desmond                 | 2 episoade |
| 1972–1975 | The Streets of San Francisco                                            | Serial TV             | Bobby Jepsen / Lou Kovic Jr. / Martin Novack | 3 episoade |
| 1975      | Attack on Terror: The FBI vs. the Ku Klux Klan                          | Film TV               | Ben Jacobs                                   | |
| 1974      | Barnaby Jones                                                           | Serial TV             | Clay Wakefield                               | "The Last Contract" |
| 1974      | Cannon                                                                  | Serial TV             | Dave Nordorff / Reverend Will                | Two episoade |
| 1974      | Judgement: The Court Martial of the Tiger of Malaya – General Yamashita | Film TV               | Lawyer                                       | |
| 1974      | Hawaii Five-O                                                           | Serial TV             | Tom Morgan                                   | "Death with Father" |
| 1973      | The Mary Tyler Moore Show                                               | Serial TV             | Stephen                                      | "Angels in the Snow" |
| 1973      | The Man Without a Country                                               | Film TV               | Arthur Danforth                              | |
| 1972      | The Trial of the Catonsville Nine                                       | Film de lung metraj   | Thomas Lewis                                 | "Angels in the Snow" |
| 1972      | Young Dr. Kildare                                                       | Serial TV             | Reverend Teller                              | "By This Sign" |
| 1971      | Sergeant Klems                                                          | Film de lung metraj   | Sergeant Otto Josef Klems                    | |
| 1970      | The Young Lawyers                                                       | Serial TV             | Stuart                                       | "The Two Dollar Thing" |
| 1970      | Soldier Blue                                                            | Film de lung metraj   | Honus Gent                                   | |
| 1969      | Hail, Hero!                                                             | Film de lung metraj   | Frank Dixon                                  | |

## Nominalizări
Globul de Aur
- 1993: Der geschlagene Mann
- 1985: Cain și Abel
- 1983: Die letzte Schicht
- 1981: Masada
- 1976: Om bogat, om sărac